# Temný foton
Temný foton je hypotetická elementární částice, navrhovaná jako elektromagnetická intermediální částice pro temnou hmotu. Temné fotony by teoreticky měly být zjistitelné mícháním s běžnými fotony, a jejich následným vlivem na interakce známých částic.
Temné fotony byly navrženy v roce 2008 Lotty Ackermanovou, Matthewem R. Buckleyem, Sean M. Carrollem, a Marcem Kamionkowskim jako přenašeč síly, nového dalekodosahového U(1) kalibračního pole, "temného elektromagnetismu", působícího na temnou hmotu. Jako obyčejný foton i temné fotony by byly nehmotné.
Temné fotony byly navrženy jako možné příčiny tzv. 'g–2 anomálie' získaná experimentem E821 v Brookhaven National Laboratory, která se zdá být tři až čtyři směrodatné odchylky nad hodnotami Standardního modelu Hagawara et al. a Davier et al. Nicméně temné fotony byly do značné míry vyloučeny jako příčina anomálie několika experimentů, včetně PHENIX detektoru v Relativistic Heavy Ion Collideru v Brookhavenu. Nový experiment ve Fermilabu „Mion g-2“, čtyřikrát přesnější než Brookhavenský experiment, statistickou významnost v dubnu 2021 zvýšil na 4,2 σ.
Obecněji, temný foton je boson se spinem 1 spojený s novým U(1) kalibračním polem. To znamená každou novou silou přírody, která vzniká v teoretickém rozšíření Standardního modelu a obecně se chová jako elektromagnetismus. Na rozdíl od běžných fotonů, tyto modely často mají temný foton jako nestabilní částici, která může mít nenulovou hmotnost a proto se rychle se rozpadá na jiné částice, např. elektron-pozitronové páry. Také mohou komunikovat přímo se známými částicemi, jako jsou elektrony nebo miony, v případě, že tyto částice mají náboj nové síly.